# Perotettix
Perotettix är ett släkte av insekter som beskrevs av Ribaut 1942. Perotettix ingår i familjen dvärgstritar.
Släktet innehåller bara arten Perotettix pictus.